# Hallmundarhellir
Hallmundarhellir är en lavagrotta i lavafältet Hallmundarhraun i Borgarbyggð på västra Island. Grottan ligger sydväst om Syðra Sauðafjall och norr om Eiríksjökull. Tre andra grottor finns i samma område: Hvassi, Rjúpnahellir och Sandi.
Grottan, som är cirka 300 meter lång, har varit bebodd. Denna bostadsdel har en längd av cirka 45 meter och är belägen åtta till tio meter under jord.

## Upptäckten
Hallmundarhellir upptäcktes 1956 av markägaren Kalman Stefánsson från Kalmanstunga. Han rapporterade fyndet till Islands nationalmuseum, eftersom grottan innehöll synbara bevis för att en gång ha varit bebodd. Här fanns bland annat kallmurar, en eldstad, stenbänkar samt mängder av ben från (som det senare visade sig) får och get.
Kalman gav grottan namnet Hallmundarhellir (″Hallmunds grotta″), eftersom han trodde att han hade återfunnit den grotta som omtalas i Grettes saga (kapitlen 57 och 62), där den mytiske jätten Hallmundr sades bo med sin dotter. Sommaren 1025 (enligt sagans interna kronologi) vistades sagans huvudperson, Grettir Ásmundarson, som Hallmunds gäst i denna grotta, vilken sägs ha varit ″stor″. Vägen dit gick söderut från Arnarvatnsheiði, där Grettir då bodde, och ut över lavaslätten. Vid foten av ″Balljökull″ – vilket är ett äldre namn för Eiríksjökull – låg Hallmunds bostad.

## Undersökningar
Hallmundarhellir undersöktes sommaren 1958 av Gísli Gestsson, som då var intendent vid nationalmuseet i Reykjavík. En rapport publicerades 1960, vari han konstaterade att en kallmurad vägg inuti grottan, cirka 15 meter från ingången, bör ha tillkommit i försvarssyfte. Troligen var det fredlösa som på 900- eller 1000-talet hade bott i grottan, ansåg han, och hänvisade till Grettes saga som förutsätter existensen av sådana personer i just denna trakt vid denna tid. Efter upptäckten av grottan vore det därför ″påkallat med en omvärdering av sagans historiska värde″, skriver han i sin sammanfattning. Någon datering gjordes inte, eftersom det inte, enligt honom, fanns någon tillförlitlig dateringsmetod för benfynd.
Åren 1989 och 2004 besöktes grottan av medlemmar av det isländska speleologiska sällskapet (Hellarannsóknafélag Íslands). De fann ytterligare sidogångar, vilka dock senare har blivit svår- eller otillgängliga då de blockerats av aeolisk sand.
En ny undersökning genomfördes i juli 2017 av en grupp arkeologer, med främsta syfte att dokumentera och datera eventuella fynd. Stickprov av djurben C 14-daterades med AMS-teknik (Accelerator Mass Spectrometry), och resultatet var oväntat. Dateringarna visade att Hallmundarhellir troligen befästes omkring 1160–1180 och sedan användes ganska ofta fram till ungefär 1210–1220. Efter några decennier tycks grottan ha tagits i bruk igen under perioden 1240–1260.
Därmed faller hypotesen att grottan skulle ha hyst vikingatida hellismenn (″grottmän″). I stället har den troligen tjänat som hemligt gömställe för stormän från trakten under sturlungatidens inbördesfejder. Den politiska utvecklingen på Island vid denna tid beskrivs i Sturlungasagan. År 1160 fick hövdingen Hermundr Koðránsson på gården Kalmanstunga kontroll över Gilsbekkingagoðorð, som var ett av Borgarfjordens viktigaste godord. Men tiderna var svåra med talrika fejder. Enligt dateringarna besöktes grottan ofta under denna tid. Med början 1199 samlade Snorri Sturluson allt fler godord under sig och lyckades till sist förena nästan hela regionen till ett geografiskt samlat ríki. Som kronan på verket annekterade han Gilsbekkingagoðorð 1210, och efter denna tid tycks de lokala stormännen på Kalmanstunga ha gjort få besök i sin hemliga fristad. Men Snorri mördades 1241 och därefter följer en ny orostid, som upphör först med fristatens fall då Island läggs under den norska kronan 1264.
Det är troligt att det var hövdingen Hermundr Koðránsson (cirka 1110–1197) på gården Kalmanstunga som inrättade Hallmundarhellir som hemlig tillflyktsort en dagsritt från sin gård. Gömstället har haft väl definierade funktioner för förvaring, sömn, matlagning och försvar. ″Försvarsmuren″ inuti grottan framför ingången kan även ha tjänat som vindskydd och hindrat ljus från härden från att nattetid avslöja var grottan låg. (Alla grottor är i detta lavalandskap svåra att upptäcka, och man kan stå tio meter från en öppning utan att se den.) Lagringsmöjligheterna i grottan har varit goda, och proviant har säkert hämtats från huvudgården eller från någon underlydande gård.